# Jobst Hirscht
Jobst Hirscht (né le 19 juillet 1948 à Schleswig) est un athlète allemand de l'ex-Allemagne de l'Ouest spécialiste du 100 mètres. Licencié au SV Polizei Hambourg, il mesure 1,74 m pour 65 kg.

## Carrière

### Palmarès
| Date | Compétition                    | Lieu   | Résultat | Épreuve    | Performance |
| ---- | ------------------------------ | ------ | -------- | ---------- | ----------- |
| 1968 | Jeux européens en salle        | Madrid | 1er      | 50 mètres  | 5 s 72      |
| 1971 | Championnats d'Europe en salle | Sofia  | 2e       | 60 mètres  | 6 s 7       |
| 1972 | Jeux olympiques d'été          | Munich | 6e       | 100 mètres | 10 s 40     |
| 1972 | Jeux olympiques d'été          | Munich | 3e       | 4 × 100 m  | 38 s 79     |

### Records
| Épreuve    | Performance | Lieu | Date |
| ---------- | ----------- | ---- | ---- |
| 100 mètres | 10 s 25     |      | 1972 |